# 코믹 메이플스토리 오프라인 RPG
《코믹 메이플스토리 오프라인 RPG》는 2003년 게임 메이플 스토리의 공개와 더불어 기획된 만화이다. 2004년부터 2019년까지 15년간 서울문화사에서 발매했다. 송도수가 글과 구성을 담당하며, 1권부터 5권까지는 김신중이 작화를 담당하였으나 이후 6권부터는 서정은이 담당하게 되었다. 2011년 중국으로 수출되어 제 8회 금룡상 최고 해외작품상을 수상했다. 2019년 2월 20일, 100권을 마지막으로 완결되었다.

## 등장인물

### 세계수 형제단 측 (55권~78권)
- 도도 (1권~)본작의 주인공. 마지막에 슈미랑 결혼한다. 메이플의 전사를 상징하는 캐릭터.
- 슈미 (1권~)세계수 형제단의 단장. 마지막에 도도와 결혼한다.
- 바우 (1권~)메이플의 궁수를 상징하는 캐릭터. 여담으로 먹보 캐릭터다.
- 뚱스턴 (18권~54권)델리키가 소환한 정령.
- 바로크 (49권~)
- 꽃토끼 (49권~)
- 가맥 (본명: 마이더스 네벨 주니어) (69권~79권)
- 제논 (58권~) 나중에 형제단으로 스카우트 되었다.

### 아루루 해적단 측(66권~74권)
- 아루루 메이플의 의적을 상징하는 캐릭터.
- 주카 인간과 몬스터의 혼혈인 캐릭터.
- 카이린
- 데몬어벤저 데몬의 사촌동생.

### 루미델 제국 측(55권~78권)
루미너스, 라니아, 델리키, 델리코, 숙희, 크세르크세스, 불똥이, 아구, 구와르(사망)

### 블랙윙 측(48권~)
오르카, 데몬슬레이어, 아카이럼, 베타

### 스카용병단 측 (68권~78권)
힐라, 알파, 스우, 데미안, 프란시스